# Divisione “Acqui”

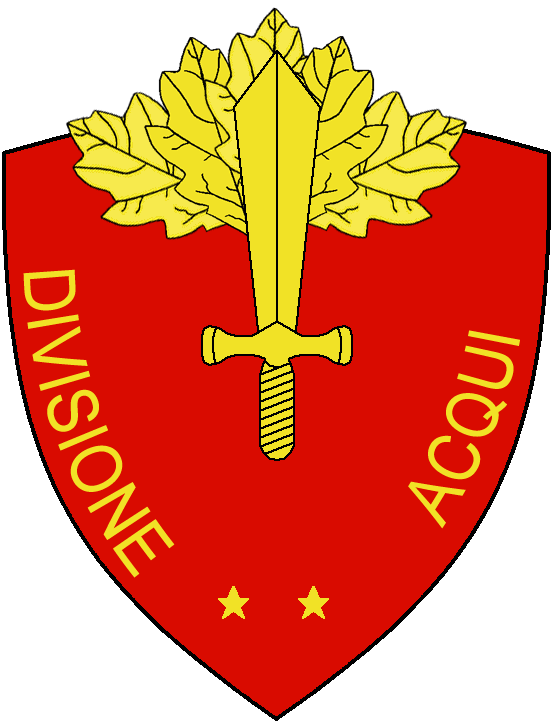
Aktuelles Wappen der Division Acqui

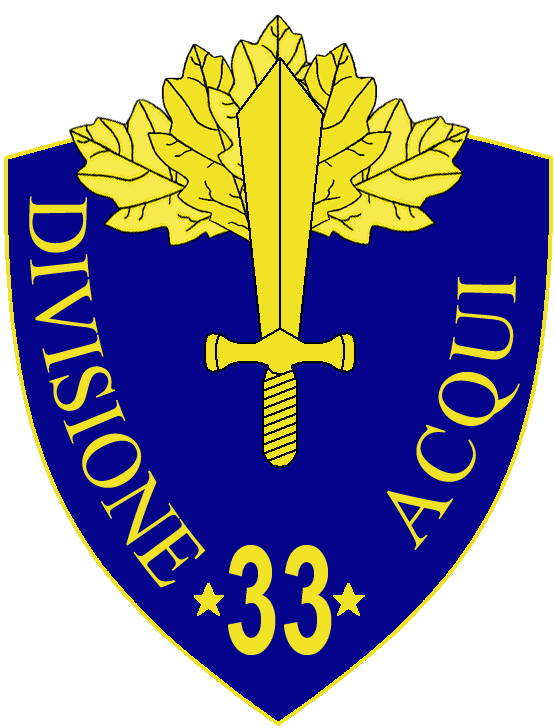
Wappen der Division im Zweiten Weltkrieg

Divisione “Acqui” ist die Bezeichnung eines Divisionsstabes des italienischen Heeres. Der Stab der Division befindet sich in Capua bei Neapel und untersteht dem Kommando Landstreitkräfte (COMFOTER/COE) in Rom unmittelbar.
Das Divisionskommando steht in der Nachfolge der 33. Infanteriedivision „Acqui“, die im September 1943 auf den griechischen Inseln Kefalonia und Korfu ihre Beteiligung am Zweiten Weltkrieg auf dramatische Weise beendete. Viele ihrer Soldaten wurden im Massaker auf Kefalonia von Einheiten der deutschen Wehrmacht erschossen.

## Gliederung und Aufgaben
Dem Divisionsstab untersteht seit 2022 nur noch ein Stabs- und Unterstützungsverband (57º RCST “Abruzzi”), fünf nachgeordnete Brigaden, die weiterhin in Mittel- und Süditalien stationiert sind, wurden an die regionale Kommandobehörde COMFOP Sud in Neapel abgegeben, der zuvor auch der Divisionsstab Acqui unterstellt war.
Der Divisionsstab ist für Auslandseinsätze vorgesehen und wird für Übungen und größere Operationen unter NATO-Kommando bereitgehalten, insbesondere als Teil des Allied Command Europe Rapid Reaction Corps (ARRC). Für Übungen und Einsätze werden dem Divisionsstab Brigaden und sonstige Verbände je nach Bedarf zugeteilt.
Das Divisionskommando kann (nicht simultan) folgende Einsatzstäbe hervorbringen:
- ein Joint Task Force Headquarters für den nationalen Bedarf
- ein European Union Force Headquarters für den Bedarf der EU
- ein kleines Land Component Command für den Bedarf der NATO
- einen vollen Divisionsstab für Auslandseinsätze

## Geschichte

### Ursprünge
Die Ursprünge der nach der piemontesischen Stadt Acqui Terme benannten Division liegen im Königreich Sardinien-Piemont, aus dem 1861 das Königreich Italien entstand. 1703 genehmigte Viktor Amadeus II. die Aufstellung des Fremdenregiments Desportes, das bis 1747 am spanischen, polnischen und österreichischen Erbfolgekrieg teilnahm, als Regiment Chablais dann zwischen 1792 und 1796 an den Kämpfen gegen französische Revolutionstruppen. Nach der Niederlage gegen Napoleon bestand es als nationales Regiment Alessandria noch bis 1798.

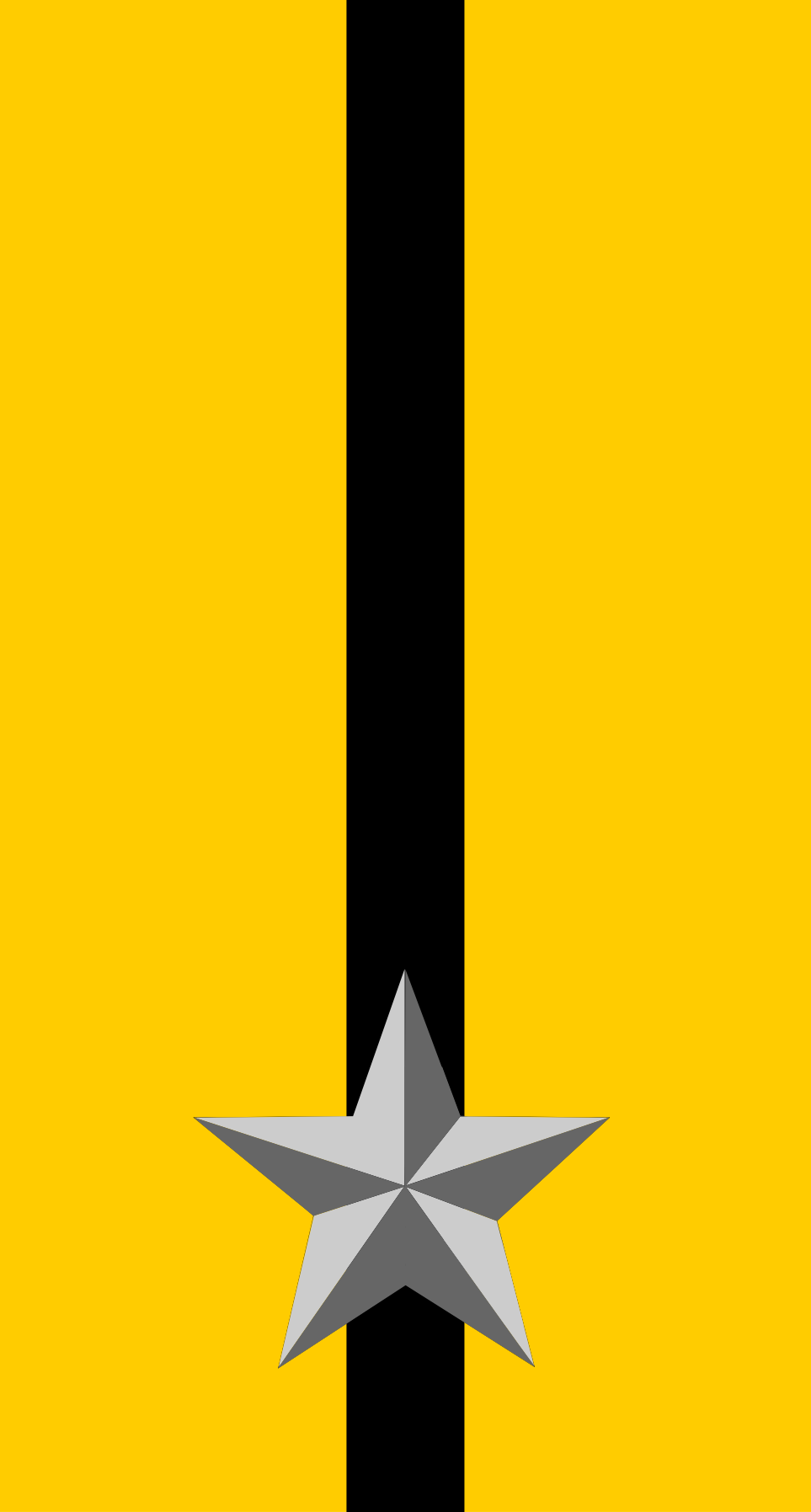
Kragenspiegel der Acqui wie sie im Ersten und Zweiten Weltkrieg getragen wurden.

### Bis zum Ersten Weltkrieg
1814 entstand das Regiment Alessandria wieder. Ab 1815 erhielt es die Bezeichnung Brigade, wobei sie die entsprechende Stärke erst im Kriegsfall erreichen sollte. 1821 wurde die Brigade Alessandria in die Revolten gegen die Restauration des Absolutismus verwickelt, deswegen kurzfristig aufgelöst und unter dem Namen Acqui wiedererrichtet. 1832 erfolgte im Zug einer Heeresreform eine Neuordnung der Brigaden, die sich danach in jeweils zwei Regimenter zu je drei Bataillonen untergliederten. Die beiden Regimenter der Brigade Acqui erhielten 1839 die Nummern 17 und 18.
In dieser Form nahm die Brigade zwischen 1848 und 1866 an den drei italienischen Unabhängigkeitskriegen und am Krimkrieg teil. Ab 1887 wurde sie ganz oder mit Teilen in Ostafrika und ab 1911 in Libyen eingesetzt. Im Ersten Weltkrieg kämpfte die Brigade Acqui am unteren Isonzo und auf dem dortigen Karst, auf der Hochfläche von Asiago, am Piave und im Trentino.

### Bis zum Zweiten Weltkrieg

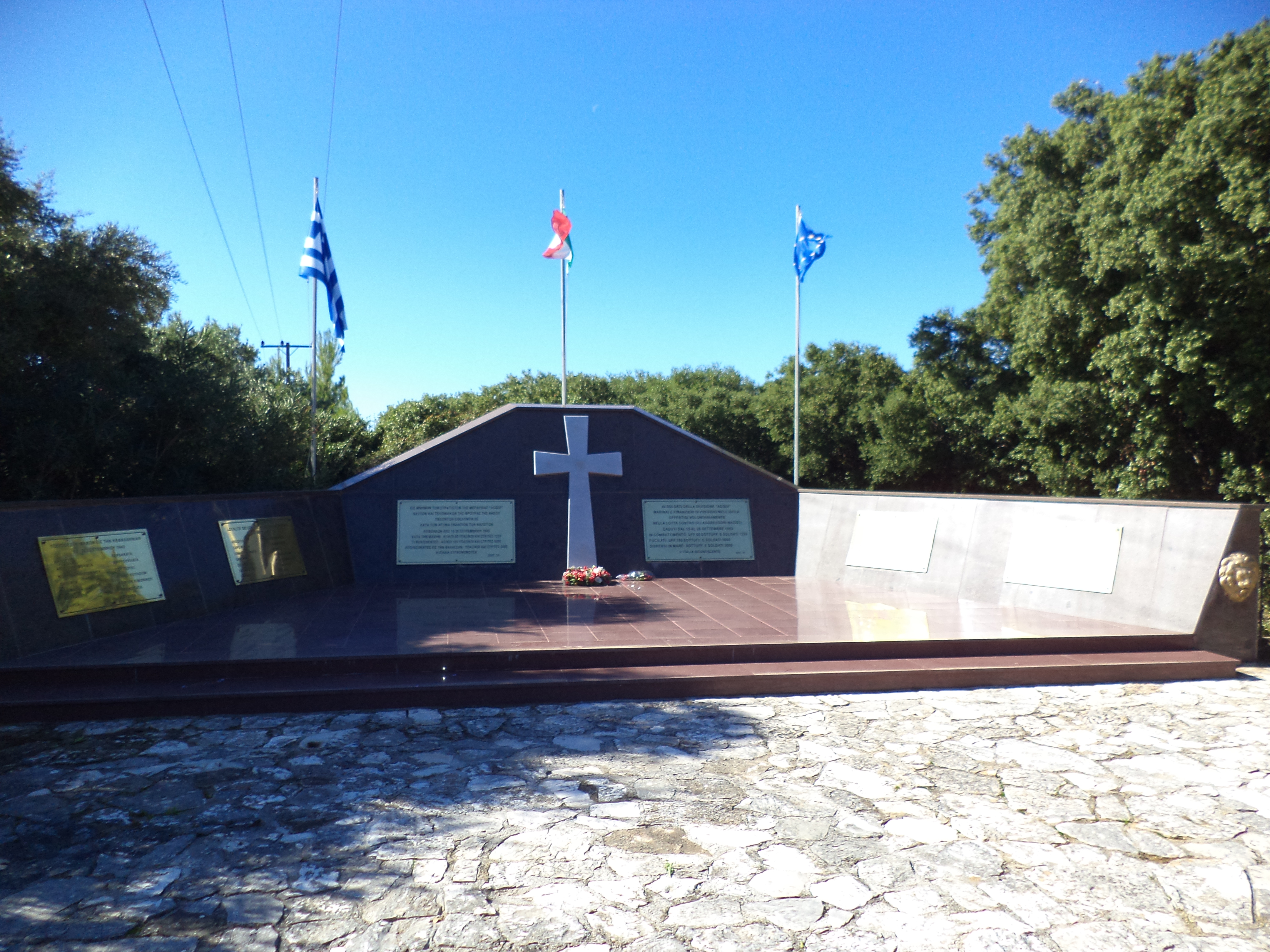
Denkmal der Division Acqui auf Kefalonia.

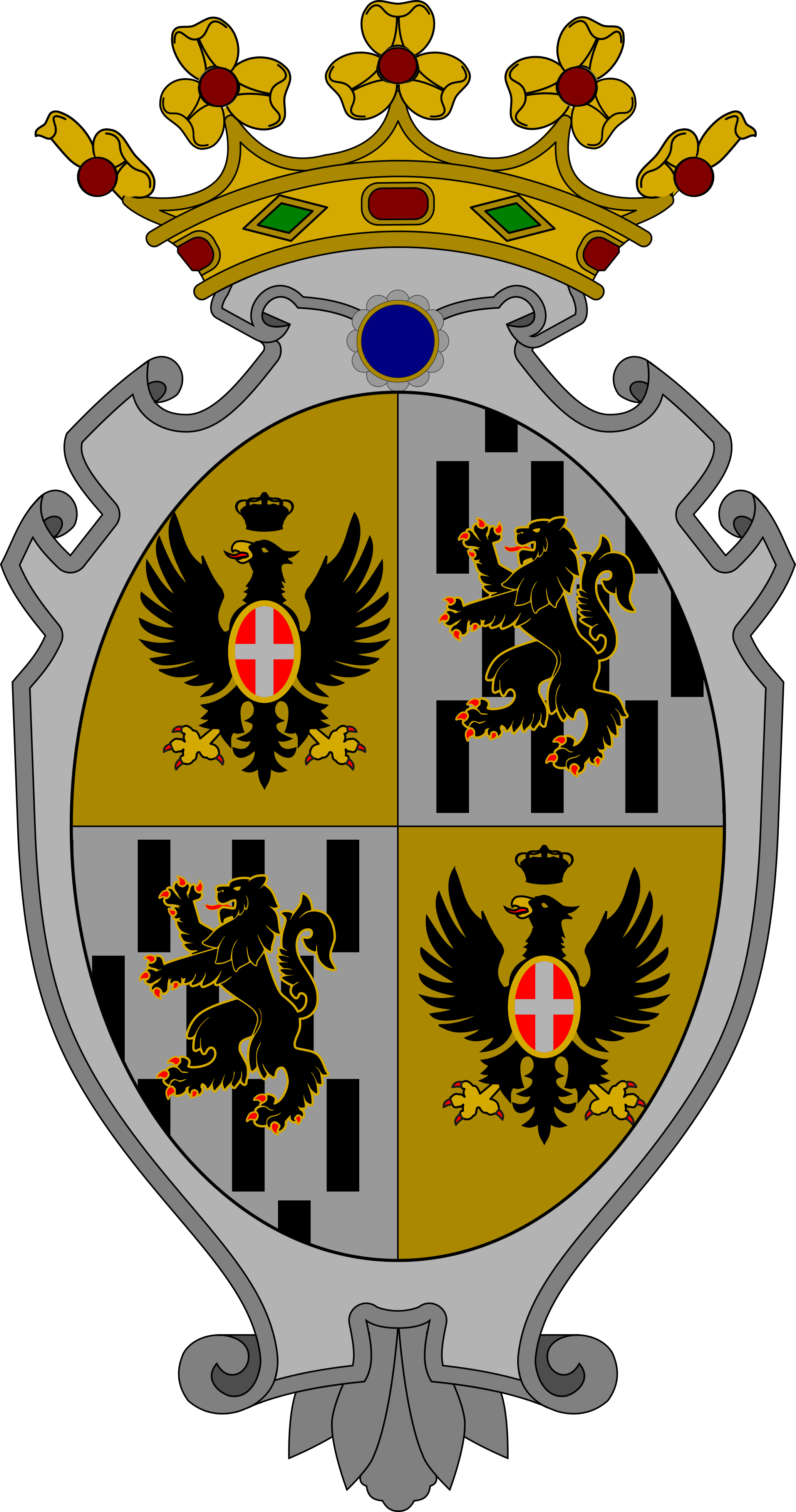
Wappen des 18. Infanterieregiments „Acqui“, 1939

Mit der Heeresreform von 1926 wurden die Brigaden in der bisherigen Form abgeschafft. Das 17. Infanterieregiment ging an die 14. Infanteriedivision in Görz, das 18. an die 11. Infanteriedivision in Bozen. Im Zug einer weiteren Heeresreform wurden 1938 und 1939 die sogenannten binären oder zweigliedrigen (Infanterie-)Divisionen eingeführt, die in der Regel die Namen und die Schwesterregimenter der alten Brigaden übernahmen. Demzufolge entstand im Dezember 1938 in Meran die 33. Infanteriedivision Acqui mit den beiden Infanterieregimentern 17 und 18. Hinzu kam das 33. Artillerieregiment und weitere Divisionstruppen. In dieser Aufstellung nahm die Division im Juni 1940 an der Schlacht in den Westalpen gegen Frankreich teil, ab Dezember 1940 dann an dem desaströsen Feldzug gegen Griechenland. Nach dem deutschen Sieg besetzte die Division die griechischen Inseln Korfu, Kefalonia und Zakynthos sowie vorübergehend einige andere Inseln und Teile des benachbarten Festlandes. Im Juni 1942 erhielt die Division als Verstärkung das unzureichend ausgebildete 317. Infanterieregiment, das schließlich zusammen mit dem 17. und dem Divisionsstab auf Kefalonia stationiert wurde, während das 18. zusammen mit einer Artillerieabteilung und Teilen der Divisionstruppen auf Korfu verblieb.
Nach der öffentlichen Bekanntgabe des Waffenstillstands von Cassibile am 8. September 1943 und Verhandlungen mit deutschen Stellen, die sich bis zum 15. September hinzogen, lehnte die rund 12000 Mann starke Division unter ihrem Kommandeur Antonio Gandin es schließlich ab, die Waffen zu strecken und verlangte freien Abzug nach Italien. Diese Entscheidung führte zu tagelangen schweren Kämpfen zwischen deutschen Verbänden und der Division Acqui, die während der Verhandlungen als Zeichen guten Willens die Schlüsselstellungen auf Kefalonia geräumt hatte. Deutsche Luftangriffe und Verstärkungen besiegelten das Schicksal der isolierten Division, die am 22. September 1943 kapitulierte. Auf Hitlers Befehl sollten zunächst keine Gefangenen gemacht werden. Über das genaue Ausmaß der Massaker auf Kefalonia gibt es bis heute keine übereinstimmenden Angaben. Die Exekutionen betrafen insbesondere die Offiziere der Division, darunter auch Generalmajor Gandin. Bei den Gefechten zwischen dem 15. und dem 22. September fielen knapp 1300 Soldaten der Acqui. Danach schloss sich ein kleiner Teil der Division dem griechischen Widerstand an, über 1200 Mann verblieben unter deutschem Kommando, der Rest wurde in Konzentrationslager abtransportiert, wobei beim Untergang von Schiffen mindestens 1200 Gefangene starben, weitere dann in den Lagern.

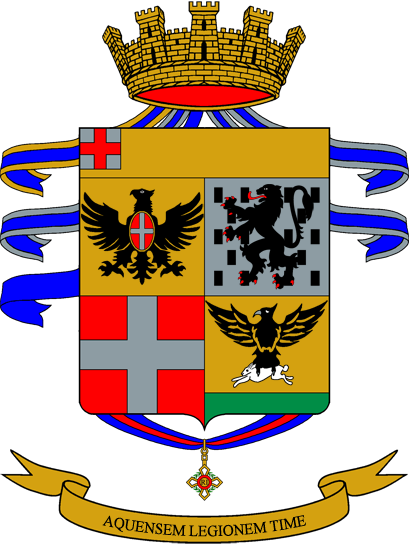
Wappen des 17. Infanterieregiments Acqui mit Bezügen auf das Haus Savoyen, die Region Chablais und Acqui Terme.

### Nachkriegszeit
Nach dem Krieg wurde das Schicksal der Division Acqui weitgehend totgeschwiegen. Die italienische Regierung stoppte eine juristische Aufarbeitung, weil man die Westeinbindung und die Wiederbewaffnung Westdeutschlands nicht behindern wollte. Erst nach dem Kalten Krieg wurde der Fall auch öffentlich wieder aufgegriffen. Heute wird die Entscheidung der Soldaten der Division Acqui gegen die Niederlegung ihrer Waffen sowie insbesondere die Haltung, mit der sie starben, als Ausgangspunkt des Befreiungskrieges (guerra di liberazione) betrachtet, während lange Zeit nur die Resistenza und der Partisanenkampf in Italien Anerkennung gefunden hatten.
Im Heer hingegen wurde das 17. Infanterieregiment Acqui bereits Anfang 1948 wieder aufgestellt und der in Rom und Mittelitalien stationierten Division Granatieri di Sardegna unterstellt, womit das Regiment eine Art Gardestatus erhielt. Auch das 33. Artillerieregiment Acqui entstand in Norditalien wieder.

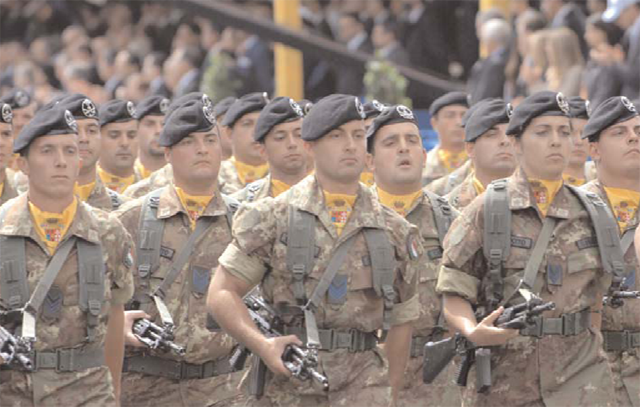
Soldaten des 33. Artillerieregiments Acqui im Jahr 2007.

Im Zug der Heeresreform von 1975 wurden die in Bataillone untergliederten Brigaden zum Standard. Die Division Granatieri di Sardegna wurde zu einer mechanisierten Brigade herabgestuft. Aus dem Stab des 17. Infanterieregiments bildete man in L’Aquila den Stab der motorisierten Infanteriebrigade Acqui. Sie bestand aus dem 9. Panzerbataillon Butera in L’Aquila, aus den motorisierten Infanteriebataillonen 17 San Martino in Sulmona, 57 Abruzzi in Sora und 130 Perugia in Spoleto sowie aus dem 48. Artilleriebataillon Taro, dem Logistikbataillon Acqui und kleineren Unterstützungseinheiten, alle mit Sitz in L’Aquila. Die Brigade übernahm territoriale Sicherungsaufgaben in Mittelitalien. Sie war dafür vorgesehen, amphibische Operationen sowie Luftlande- oder Kommandounternehmungen abzuwehren. Im Gegensatz zu etlichen anderen Brigaden wurde die Acqui nach dem Ende des Kalten Krieges zunächst nicht aufgelöst, weil man die kriegerischen Auseinandersetzungen im ehemaligen Jugoslawien mit Besorgnis verfolgte. 1991 konnte die Brigade mit Überschussmaterial aus Norditalien mechanisiert werden. Die Auflösung der Brigade erfolgte schließlich Ende Juni 1996, wobei einzelne nachgeordnete Verbände erhalten blieben. Das 17. Infanterieregiment Acqui ging an das Ausbildungskommando des Heeres und übernimmt bis heute in Capua die Grundausbildung von Rekruten. Das 48. Artillerieregiment in L’Aquila wurde 1995 in 33. Artillerieregiment Acqui umbenannt und bis zu seiner Auflösung im Jahr 2013 der Brigade Granatieri di Sardegna in Rom unterstellt.

### Wiederaufstellung
Nachdem die Divisionsebene in Italien 1986 ganz abgeschafft worden war, entstand sie Ende 1992 mit der sogenannten 3. italienischen Division wieder. Dieser Divisionsstab wurde innerhalb des III. Korps in Mailand gebildet (heute NRDC), weil die Beiträge der einzelnen NATO-Staaten zum Allied Command Europe Rapid Reaction Corps (ARRC) auf der Divisionsebene beruhten. Die Bezeichnung nahm sowohl auf das III. Korps Bezug, als auch auf die italienische 3. schnelle Division Principe Amedeo Duca d’Aosta des Zweiten Weltkriegs.
2002 führte man in Italien die drei Divisionsstäbe Tridentina (Bozen), Mantova (Vittorio Veneto; später Friuli, seit 2019 Vittorio Veneto in Florenz) und Acqui (San Giorgio a Cremano) ein, die für Planungsaufgaben und die Durchführung von Auslandseinsätzen vorgesehen waren. Die Division Acqui übernahm dabei die Rolle der 2002 aufgelösten 3. (it.) Division im ARRC. In den Jahren danach erreichte der Divisionsstab Acqui durch etliche realitätsnahe Übungen im internationalen Rahmen einen recht hohen Ausbildungsstand. Dieser Stab wurde dann zum einzigen für Auslandseinsätze vorgesehenen italienischen Divisionsstab, der von den beiden anderen bei Bedarf personell und materiell unterstützt werden kann.
Im Jahr 2018 übernahm der Divisionsstab die truppendienstliche Führung aller in Süditalien stationierten Brigaden; der Stab war jedoch weiterhin auf die Einsatzführung von auch anders zusammengesetzten Militärkontingenten im Ausland ausgerichtet. Ende 2018 verlegte der Divisionsstab von San Giorgio a Cremano bei Neapel nach Capua, in eine Kasernenanlage beim dortigen Flugplatz.
Von 2018 bis 2022 unterstanden der Division Acqui folgende Brigaden:
- Mechanisierte Brigade Granatieri di Sardegna (Rom) mit Stabsbataillon, 2 Grenadierbataillone, 1 Kavallerieregiment
- Bersaglieri-Brigade Garibaldi (Caserta) mit Stabs-, 2 Bersaglieri-, 1 Kavallerie-, 1 Panzer-, 1 Artillerie-, 1 Pionier-, 1 Logistikbataillon
- Mechanisierte Brigade Pinerolo (Bari) mit Stabs-, 2 Infanterie-, 1 Bersaglieri-, 1 Panzer-, 1 Artillerie-, 1 Pionier-, 1 Logistikbataillon
- Mechanisierte Brigade Aosta (Messina) mit Stabs-, 2 Infanterie-, 1 Bersaglieri-, 1 Kavallerie-, 1 Artillerie-, 1 Pionier-, 1 Logistikbataillon
- Mechanisierte Brigade Sassari (Sassari) mit Stabs-, 2 Infanterie-, 1 Bersaglieri-, 1 Artillerie-, 1 Pionier-, 1 Logistikbataillon

Weil der Divisionsstab in erster Linie für Planungsaufgaben und Auslandseinsätze gedacht ist und ohnehin nicht in der oben genannten Aufstellung in den Einsatz gegangen wäre, sondern Verbände je nach Bedarf zugeteilt werden, gab man die permanenten truppendienstlichen Führungsaufgaben 2022 wieder ab. Gleichzeitig wurde der Divisionsstab dem Kommando Landstreitkräfte in Rom unmittelbar unterstellt.